# Shrek pentru totdeauna
Shrek pentru totdeauna (titlu original în engleză: Shrek Forever After, reclamat ca Shrek: The Final Chapter sau Shrek 4) este un film de comedie fantastică animată din 2010, de producție americană. Este cea de-a patra parte din seria Shrek, fiind produs de DreamWorks Animation. Filmul a fost lansat de Paramount Pictures pe 20 mai 2010, în cinematografele din Rusia și pe 21 mai 2010 în Statele Unite. Premiera românească a filmului a avut loc în 16 iulie 2010 în 3D varianta dublată și varianta subtitrată, și în varianta IMAX 3D, varianta dublată și subtitrată, fiind distribuit de Ro Image 2000.